# فنتون (لويزيانا)
فنتون (بالإنجليزية: Fenton village, Louisiana)‏ هي قرية تقع بولاية لويزيانا في الولايات المتحدة. تبلغ مساحتها 1.26 كم2، وترتفع عن سطح البحر 10.0584 م، بلغ عدد سكانها 379 نسمة في عام 2010 حسب إحصاء مكتب تعداد الولايات المتحدة وتصل الكثافة السكانية فيها 300.8 نسمة لكل كيلومتر مربع (779.1/ميل2).

## التركيبة السكانية
حدّد مكتب تعداد الولايات المتحدة بيانات التركيبة السكانية لفنتون في تعداد الولايات المتحدة. في ما يلي، التركيبة السكانية حسب تعدادي 2000 و2010.

### تعداد عام 2000
بلغ عدد سكان فنتون 380 نسمة بحسب تعداد عام 2000، وبلغ عدد الأسر 141 أسرة وعدد العائلات 102 عائلة مقيمة في القرية. في حين سجلت الكثافة السكانية 301.6 نسمة لكل كيلومتر مربع (781.1/ميل2). وبلغ عدد الوحدات السكنية 153 وحدة بمتوسط كثافة قدره 121.4 لكل كيلومتر مربع (314.4/ميل2).
وتوزع التركيب العرقي للقرية بنسبة 45.26% من البيض و52.37% من الأمريكيين الأفارقة و0.26% من الأمريكيين الأصليين و0.26% من الأمريكيين ذوي الأصول الآسيوية و0.53% من الأعراق الأخرى و1.32% من عرقين مختلطين أو أكثر و2.11% من الهسبانيون أو اللاتينيون من أي عرق.
بلغ عدد الأسر 141 أسرة كانت نسبة 43.3% منها لديها أطفال تحت سن الثامنة عشر تعيش معهم، وبلغت نسبة الأزواج القاطنين مع بعضهم البعض 48.9% من أصل المجموع الكلي للأسر، ونسبة 17.7% من الأسر كان لديها معيلات من الإناث دون وجود شريك، بينما كانت نسبة 5.7% من الأسر لديها معيلون من الذكور دون وجود شريكة وكانت نسبة 27.7% من غير العائلات. تألفت نسبة 26.2% من أصل جميع الأسر من عدة أفراد يعيشون في نفس المنزل ونسبة 14.2% كانت تتألف من شخص يعيش بمفرده يبلغ من العمر 65 عاماً أو أكثر. وبلغ متوسط حجم الأسرة المعيشية 2.69، أما متوسط حجم العائلات فبلغ 3.23.
بلغ العمر الوسطي للسكان 31.0 عاماً. وكانت نسبة 32.9% من القاطنين تحت سن الثامنة عشر، وكانت نسبة 10.3% بين الثامنة عشر والرابعة والعشرين عاماً، ونسبة 25% كانت واقعةً في الفئة العمرية ما بين الخامسة والعشرين والرابعة والأربعين عاماً، ونسبة 21.1% كانت ما بين الخامسة والأربعين والرابعة والستين، ونسبة 10.5% كانت ضمن فئة الخامسة والستين عاماً فما فوق. يوجد لكل 100 أنثى 94.4 ذكر، ويوجد لكل 100 أنثى في الثامنة عشر من عمرها فما فوق 82.7 ذكر.
بلغ متوسط دخل الأسرة في القرية 21,125 دولارًا، أما متوسط دخل العائلة فبلغ 25,625 دولارًا. وكان متوسط دخل الذكور 25,417 دولارًا مقابل 21,250 دولارًا للإناث. وسجل دخل الفرد الخاص بالقرية 9,958 دولارًا. وكانت نسبة 29.1% من العائلات ونسبة 33.3% من السكان تحت خط الفقر، وكان من هؤلاء نسبة 45.1% تحت سن الثامنة عشر ونسبة 19.4% في الخامسة والستين من العمر وما فوق.

### تعداد عام 2010
بلغ عدد سكان فنتون 379 نسمة بحسب تعداد عام 2010، وبلغ عدد الأسر 138 أسرة وعدد العائلات 100 عائلة مقيمة في القرية. في حين سجلت الكثافة السكانية 300.8 نسمة لكل كيلومتر مربع (779.1/ميل2). وبلغ عدد الوحدات السكنية 159 وحدة بمتوسط كثافة قدره 126.2 لكل كيلومتر مربع (326.9/ميل2).
وتوزع التركيب العرقي للقرية بنسبة 36.68% من البيض و55.94% من الأمريكيين الأفارقة و0.53% من الأمريكيين الأصليين و2.90% من الأعراق الأخرى و3.96% من عرقين مختلطين أو أكثر و3.43% من الهسبانيون أو اللاتينيون من أي عرق.
بلغ عدد الأسر 138 أسرة كانت نسبة 42% منها لديها أطفال تحت سن الثامنة عشر تعيش معهم، وبلغت نسبة الأزواج القاطنين مع بعضهم البعض 44.9% من أصل المجموع الكلي للأسر، ونسبة 21.7% من الأسر كان لديها معيلات من الإناث دون وجود شريك، بينما كانت نسبة 5.8% من الأسر لديها معيلون من الذكور دون وجود شريكة وكانت نسبة 27.5% من غير العائلات. تألفت نسبة 24.6% من أصل جميع الأسر من عدة أفراد يعيشون في نفس المنزل ونسبة 11.6% كانت تتألف من شخص يعيش بمفرده يبلغ من العمر 65 عاماً أو أكثر. وبلغ متوسط حجم الأسرة المعيشية 2.75، أما متوسط حجم العائلات فبلغ 3.15.
بلغ العمر الوسطي للسكان 33.8 عاماً. وكانت نسبة 28.8% من القاطنين تحت سن الثامنة عشر، وكانت نسبة 8.2% بين الثامنة عشر والرابعة والعشرين عاماً، ونسبة 26.9% كانت واقعةً في الفئة العمرية ما بين الخامسة والعشرين والرابعة والأربعين عاماً، ونسبة 24% كانت ما بين الخامسة والأربعين والرابعة والستين، ونسبة 12.1% كانت ضمن فئة الخامسة والستين عاماً فما فوق. وتوزع التركيب الجنسي للسكان بنسبة 52% ذكور و48% إناث.